# Riassunti d’amore
Riassunti d’amore — бокс-сет итальянской певицы Мины, выпущенный 12 июня 2009 года лейблом GSU и распространяемый Sony Music Italy. Бокс-сет включает в себя пять сборников с песнями, записанными Миной с 1994 по 2007 год. Сборники также были выпущены по-отдельности, все они дебютировали в итальянском чарте альбомов.

## Список композиций

### Straniera
Альбом содержит четыре песни на испанском, ранее не издававшиеся в Италии: «Lo se (Fosse vero»), «Amore (Amore»), «Hoy (Noi»), «De acuerdo (Va bene, va bene così»). Они взяты из альбома Nostalgias 1998 года, выпущенного только в испаноязычных странах.
1. «Wave (Vou te contar)» — 5:07
2. «Lo sé (Fosse vero)» — 4:24
3. «La fin des vacances» — 4:20
4. «One for My Baby (and One More for the Road)» — 4:40
5. «Amore (Amore)» — 5:21
6. «Strangers in the Night» — 4:04
7. «Hoy (Noi)» — 5:26
8. «Crazy» — 5:46
9. «Encadenados» — 4:16
10. «De acuerdo (Va bene, va bene così)» — 5:32
11. «The Captain of Her Heart/Every Breath You Take» — 5:08
12. «¿Cómo estás? (Come stai)» — 4:36
13. «Someday in My Life» — 4:02
14. «Puro teatro» — 4:01
15. «Come Together» — 7:42

### Con archi
1. «Core 'ngrato» — 2:17
2. «Che m’importa del mondo» — 3:55
3. «Indifferentemente» — 4:38
4. «Come hai fatto» — 4:42
5. «Dulcis Christe» — 3:00
6. «Valsinha» — 2:50
7. «La seconda da sinistra» — 4:32
8. «Maruzzella» — 3:29
9. «Amara terra mia» — 4:19
10. «Maria mari'!…» — 3:08
11. «April in Paris» — 2:41
12. «Tu ca nun chiagne!» — 3:34
13. «Only the lonely» — 4:32
14. «Te voglio bene assaje» — 4:16
15. «Laura» — 3:41

### Cover
Этот альбом содержит песни из мини-альбомов Mina per Wind (2000) и Mina per Wind 2º volume (2002), которые были записаны Миной для телекоммуникационной компании Wind и распространялись только в рамках их специальной акции. Это была первая публикация треков для коммерческой продажи.
1. «Oggi sono io» — 3:57
2. «La canzone di Marinella» — 5:03
3. «Somos novios» — 4:26
4. «Blowin’ in the Wind» — 4:31
5. «Amaro è 'o bene» — 3:12
6. «Napule e'» — 5:09
7. «Wind of Change» — 4:17
8. «Notturno delle tre» — 4:23
9. «Amico» — 3:58
10. «A Rose in the Wind» — 4:18
11. «Cercami» — 5:23
12. «Night Wind Sent» — 4:19
13. «Ill Wind» — 4:40
14. «A Night in Tunisia/Penso positivo/Copacabana (At the Copa)» — 5:52
15. «Rosso» — 4:29

### La calma
1. «All the Way» — 4:42
2. «Carmela» — 2:12
3. «The Nearness of You» — 3:28
4. «I' te vurria vasa'!…» — 5:51
5. «Good-Bye» — 2:55
6. «Passione» — 3:28
7. «These Foolish Things» — 5:32
8. «Blue Moon» — 6:19
9. «Canto largo» — 3:12
10. «Un año de amor (Un anno d’amore)» — 4:46
11. «Impagliatori d’aquile» — 4:12
12. «They Can’t Take That Away from Me» — 4:13
13. «Je so pazzo» — 3:43
14. «Sincerely» — 4:04
15. «Chiedimi tutto» — 3:26

### Per quando ti amo
1. «Se finisse tutto così» — 4:34
2. «Fra mille anni» — 4:26
3. «Nessun altro mai» — 4:32
4. «Dint’o viento» — 4:18
5. «Resta lì» — 4:45
6. «Tornerai qui da me» — 4:59
7. «Il pazzo» — 4:07
8. «Per poco che sia» — 3:29
9. «Sulamente pè parlà» — 4:11
10. «L’amore viene e se ne va» — 4:37
11. «Quella briciola di più» — 5:14
12. «Noi soli insieme» — 4:38
13. «Se» — 4:31
14. «Ecco il doman» — 3:31
15. «Succede» — 5:37

## Участники записи
- Мина — вокал
- Мауро Баллетти — графика
- Стефания Ла Джойоза — графика
- Джанни Ронко — иллюстрации
- Алессандро Ди Гульельмо — мастеринг
- Массимилиано Пани — продюсирование

Данные взяты из аннотации к альбому.

## Чарты
| Чарт (2009)               | Высшая позиция |
| ------------------------- | -------------- |
| Италия (Classifica album) | 80             |

| Чарт (2009)               | Высшая позиция |
| ------------------------- | -------------- |
| Италия (Classifica album) | 78             |

| Чарт (2009)               | Высшая позиция |
| ------------------------- | -------------- |
| Италия (Classifica album) | 82             |

| Чарт (2009)               | Высшая позиция |
| ------------------------- | -------------- |
| Италия (Classifica album) | 81             |

| Чарт (2009)               | Высшая позиция |
| ------------------------- | -------------- |
| Италия (Classifica album) | 87             |